# La furia de los karatecas
La furia de los karatecas es una película de acción y thriller mexicana de 1982, escrita y dirigida por Alfredo B. Crevenna y protagonizada por El Santo y Grace Renat.

## Trama
Es una película de artes marciales clásica. La historia se centra en una pequeña isla tropical, donde una banda de matones trata de imponer su voluntad a la población local. Un grupo de luchadores intentan detener a la banda y salvar a la isla. 

## Reparto
- El Santo como Santo
- Grace Renat como Kungyan/Queria
- Tinieblas como Tinieblas
- Carlos Suárez como Cliff
- Steve Cheng como príncipe Ching Ka
- Edgardo Gazcón como el príncipe Tegal
- René Cardona como el profesor Williams
- César Sobrevals como Raguri
- Sandra Duarte como chica de la selva
- Ismael Ramírez
- Franky
- Gilberto Trujillo

## Recaudacion
Generó ingresos de $2,5 millones en todo el mundo y fue vista por más de 1,5 millones de personas. Esta película de género de acción ocupa el puesto número 1.902 entre las películas más taquilleras en la historia. Basándonos en el coste que tuvo crear esta película, el beneficio fue de $2 millones.